# Офей, Вальтер
Вальтер Гуго Офей (нем. Walter Hugo Ophey; 25 марта 1882, Эйпен — 11 января 1930, Дюссельдорф) — немецкий художник и график, представитель рейнской школы экспрессионизма.

## Жизнь и творчество
Вальтер Офей родился в семье бухгалтера, происходившего из прусского чиновничьего рода. Рано (в шесть лет) потерял отца. В 1899 году Вальтер окончил среднюю школу в Детмольде с решением стать профессиональным художником. Молодой человек посещал Рейнско-Вестфальскую высшую школу в Ахене и, параллельно, вечерний курс в Школе прикладного искусства. В 1900 году он работал в мастерской скульптора Карла Краусса.
В октябре 1900 года Офей поступил в дюссельдорфскую Академию искусств, в класс Вилли Шпаца. В 1904 году он посещал класс пейзажа, руководимый Ойгеном Дюкером. В 1905 году впервые участвовал в групповой выставке, организованной Союзом художников Рейнланда и Вестфалии. В 1906 году к нему пришёл первый творческий успех — с участием в крупной общегерманской, длившейся с мая по ноябрь, художественной выставке Флора в Кёльне.
В 1909 году Офей, совместно с некоторыми другими дюссельдорфскими художниками (Юлиус Брец, Макс Кларенбах, Август Дойссер, Вильгельм Шмурр и др.), создал художественную группу Особый союз (Sonderbund). Позднее к ним присоединились живописцы Отто фон Ветьен, Эрнст те Пердт и Кристиан Рольфс. Первым председателем Особого союза стал известный немецкий меценат и коллекционер Карл Эрнст Остхаус. В последующие годы эта группа превратилась в одно из мощнейших движений авангардного искусства в Германии. Она организовала многочисленные групповые выставки — например, Международную художественную выставку Зондербунда — Западногерманских любителей искусств и художников в Кёльне 1912, которая была 4-й и самой значительной выставкой Особого союза и важнейшим собранием произведений европейского модернизма перед Первой мировой войной. Было представлено 577 картин и рисунков и 56 скульптур от художников из 7 стран, в том числе 110 работ одного лишь Ван Гога. Также были представлены произведения Пикассо, Сезанна, Гогена, Боннара, Синьяка и др. В. Офей на этой выставке был представлен тремя своими картинами.
В 1910 году художник, совместно с двумя другими живописцами, совершил путешествие в Италию. Затем, осенью 1911 года, жил в Париже. Здесь он познакомился с таким художественным явлением, как кубизм, изучал работы французских импрессионистов. Во время Первой мировой войны, в январе 1915, художник был со своей пехотной частью отправлен в Польшу. Здесь он тяжело заболел воспалением лёгких, помещён в госпиталь и отстранён от военной службы. Комиссованный, он в июне 1915 вернулся в Дюссельдорф. В январе 1917 он организовал выставку своих работ Искусство на войне в Дюссельдорфе, а также в боннском Обществе литературы и искусства.
В январе 1918 года в Кёльне прошла выставка Молодой Рейнланд. В ноябре того же года Офей и 45 других живописцев получили Манифест, составленный Гербертом Ойленбергом, Адольфом Уцарски и Артуром Кауфманом и призывавший к воссозданию разрушенных войной связей в региональном искусстве. В 1919 году Офей вступил в создаваемое художественное объединение Молодой Рейнланд. В 1928 году, после проведения выставки Немецкое искусство Дюссельдорф 1928 (Deutsche Kunst Düsseldorf 1928) группа Молодой Рейнланд соединилась с другой, Рейнской группой и несколькими независимыми художниками в объединение Рейнский Сецессион, в президиум которого был избран и В. Офей.
В апреле 1924 года художник совершил учебную поездку в Тоскану, однако вскоре был вынужден вернуться в Дюссельдорф в связи с тяжёлой болезнью, а затем и смертью своего четырёхлетнего сына. Это событие вызвало у мастера тяжёлую депрессию. В сентябре того же года он с женой вновь выехал в Италию. В мае 1925 года Офей, вместе с Конрадом Нирманом, уехал на этюды в Сицилию. Написанные здесь работы он выставил в августе-сентябре на совместной выставке с Марианной Верёвкиной, а также в художественном музее Эссена.
Скончался художник вследствие заболевания хронической астмой и бронхитом. В 1950 году на его могиле (и его рано умершего сына Ульриха Николауса) был установлен памятник работы Йозефа Бойса.
Вальтер Офей писал как акварели, так и полотна масляной краской, делал рисунки углём и свинцовым карандашом. В начале своего творческого пути он много экспериментировал с различными красками, в 1908 году появились его работы в пуантилистском стиле, в более поздний период — в экспрессионистском. Главной темой произведений Вальтера Офея был пейзаж; писал также портреты. Наиболее интересные работы были им созданы во время и после первой поездки в Италию в 1910 году.

## Галерея

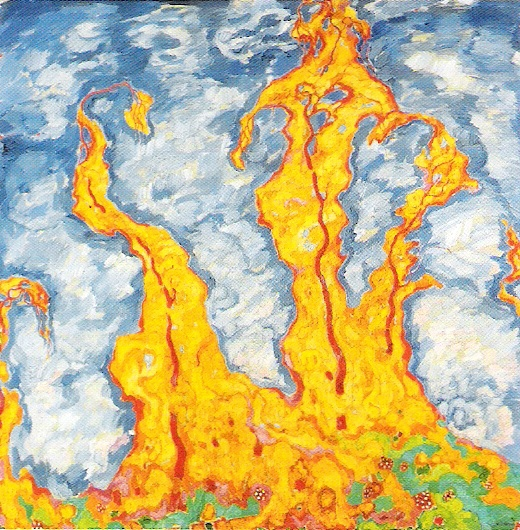
Осенняя фантазия, 1912
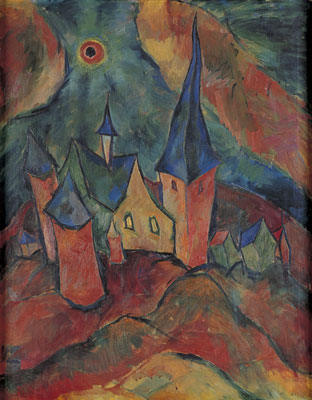
Церковь и солнце, Бигге, 1919−1920
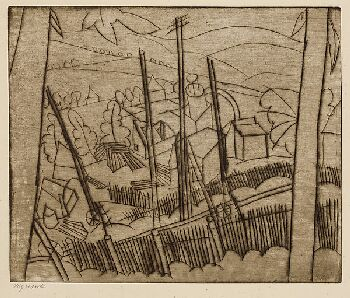
Пилорама, гравюра, 1920−1923
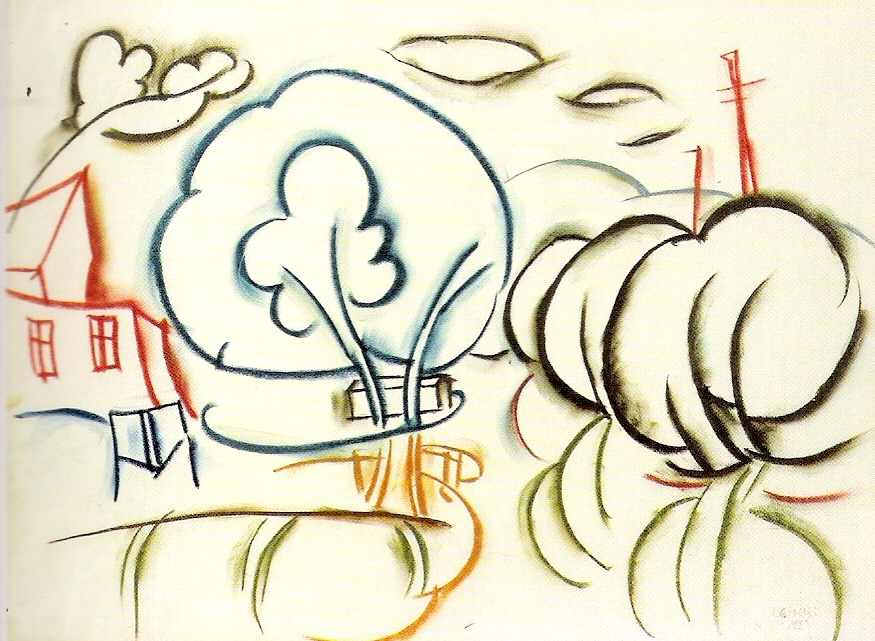
Дом и деревья, 1922
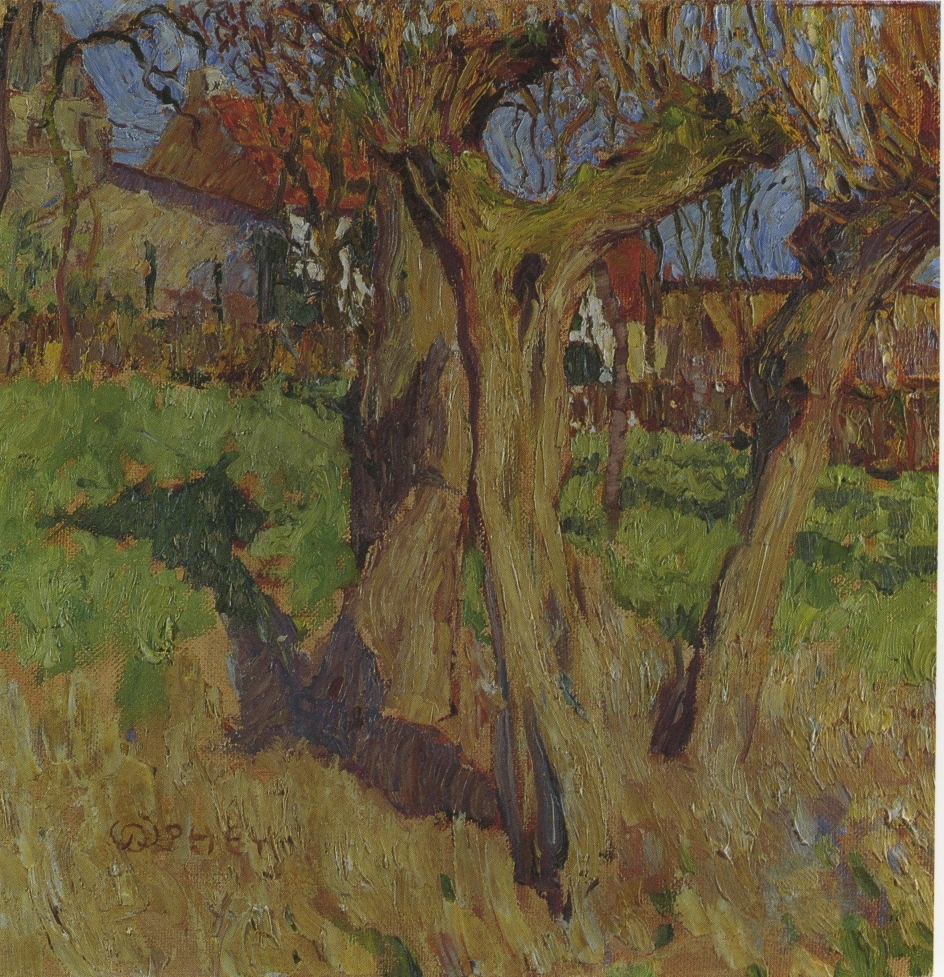
У Юппа Бранда, 1894
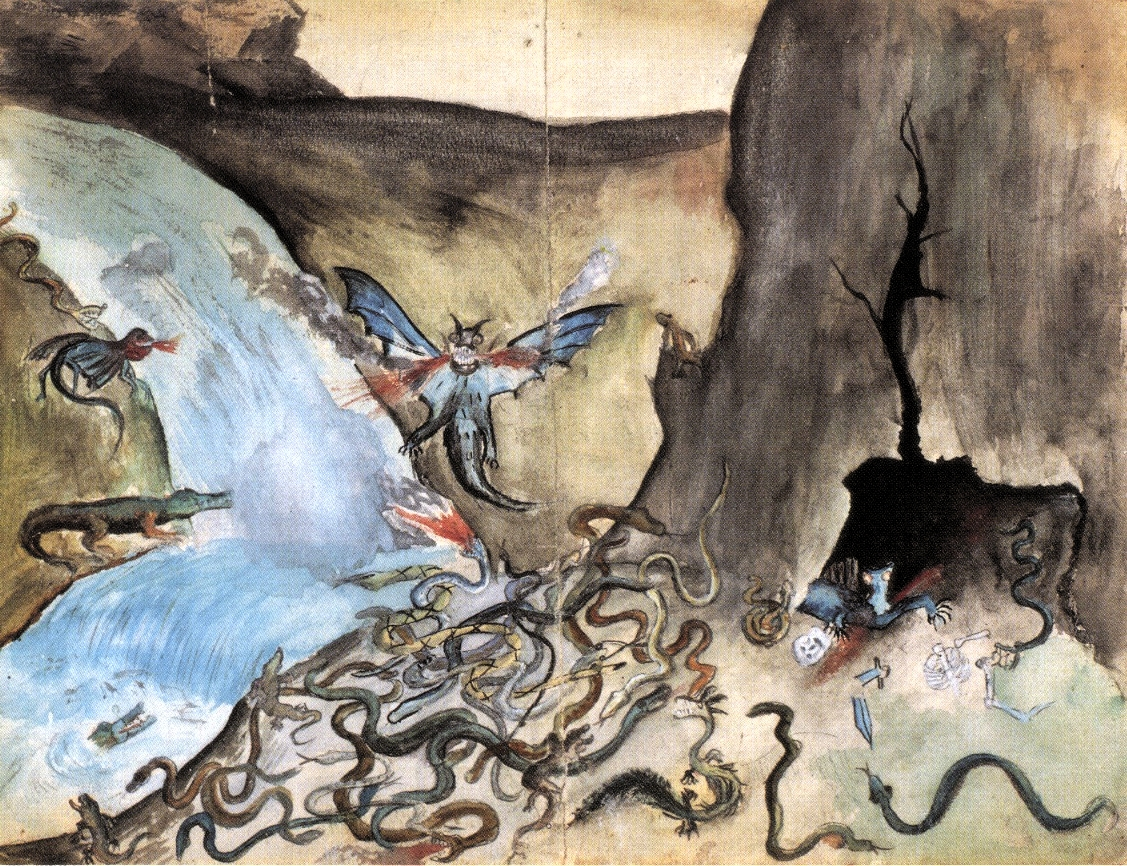
Фантастическая история, 1894
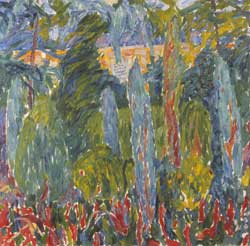
Дворцовый парк а Бенрате, 1912
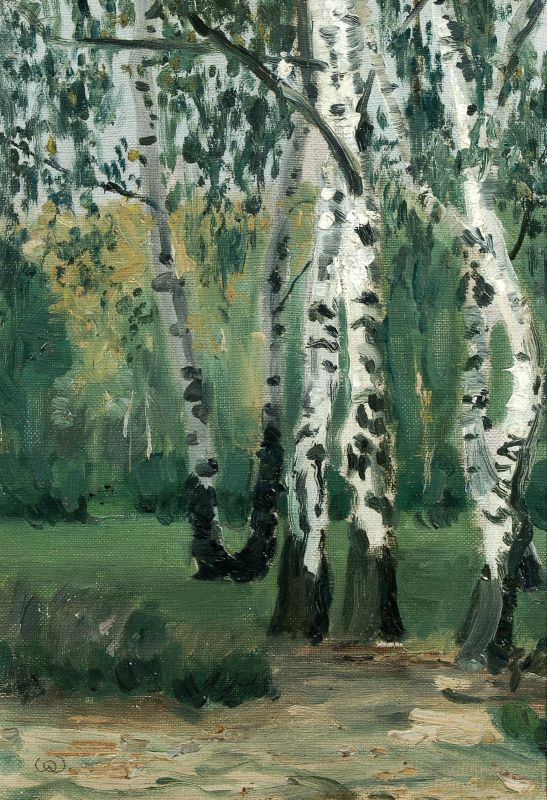
Берёзы на краю пустоши, 1904-1905